# Franse bezetting van de Belgische provincies (1792-1793)
De Franse bezetting van de Belgische provincies is de periode in de Belgische geschiedenis van november 1792 tot maart 1793, toen de Oostenrijkse Nederlanden en het prinsdom Luik veroverd en bezet werden door de Eerste Franse Republiek. Nadat reeds verschillende gebiedsdelen waren aangehecht bij Frankrijk, brak de Slag bij Neerwinden het proces af en luidde de Tweede Oostenrijkse Restauratie in. Daarna volgde de eigenlijke Franse Tijd in België (1794-1815).

## Aanloop naar de verovering
In 1789 was het ancien régime in Frankrijk, de Oostenrijkse Nederlanden en het prinsbisdom Luik opgeschrikt door de Franse, de Brabantse en de Luikse Revolutie. Terwijl de mogendheden het Habsburgse gezag in de Zuidelijke Nederlanden herstelden onder de nieuwe keizer Leopold II, kwam in Frankrijk een revolutionair bewind tot stand waarmee ze op oorlogskoers raakten.
Na de restauratie vluchtten de Zuid-Nederlandse en Luikse opstandelingen naar Parijs, Douai en andere grenssteden. De republikeinse elementen vormden er het Comité der Verenigde Nederlanders en Luikenaars, in het vaste voornemen de revolutionaire ideeën naar hun gewesten te brengen. Daartoe richtten ze in Rijsel ook Zuid-Nederlandse en Luikse legioenen op (légions belges en liégeoises; omdat het Frans geen adjectief kent voor (Zuid-)Nederlands, duiken meer en meer de woorden belge of belgique als adjectief op).

## Franse inval
Op 20 april 1792 stemde de Franse Wetgevende Vergadering in met het voorstel van koning Lodewijk XVI om de oorlog te verklaren aan de koning van Bohemen en Hongarije, Frans II, die op het punt stond zijn overleden vader op te volgen als keizer van het Rooms-Duitse Rijk. Lodewijk XVI stuurde aan op oorlog omdat hij hoopte zo de reactionaire krachten in binnen- en buitenland samen te brengen. De revolutionairen zagen een offensieve oorlog dan weer als een noodzakelijke etappe naar de triomf van de revolutie. Deze visie van Brissot haalde het op het afwachtende kamp, wiens leider Robespierre verklaarde dat "niemand houdt van gewapende missionarissen".
Het Franse Armée du Nord bereidde zich voor om de Oostenrijkse Nederlanden binnen te vallen. Het werd bijgestaan door een Luiks en drie Belgische legioenen. De keizerlijke troepen wisten de eerste ontmoetingen in hun voordeel te beslechten. Een Franse voorpost onder bevel van generaal Biron leed op 29 en 30 april een nederlaag in Quiévrain. Diezelfde dag verloor een andere divisie bij Marquin, waarna de bevelvoerende generaal Dillon door zijn eigen troepen en door Rijselaars werd omgebracht op beschuldiging van deelname aan een aristocratische samenzwering.
Pruisen, dat zich aan Oostenrijkse zijde had geschaard en zich expliciet tot oorlogsdoel had gesteld een einde te maken aan de "anarchie" in Frankrijk, werd op 20 september verslagen bij Valmy. Aartshertog Albert belegerde van 29 september tot 6 oktober Rijsel, maar slaagde er niet in de stad te nemen. De krijgskansen waren helemaal gekeerd: generaal Dumouriez viel eind oktober zijn landen binnen met 60.000 manschappen, waaronder 2500 Zuid-Nederlanders en Luikenaars (Belgen). In de Slag bij Jemappes op 6 november werd het keizerlijk leger onder Bender verslagen. Aangezien enkel de Vesting Luxemburg nog een bruikbare barrière bood, lag het land wijd open en besloot Bender tot een georganiseerde aftocht van zijn resterende 18.000 manschappen.
Daags na zijn nederlaag had de Zuid-Nederlandse regering Brussel verlaten, dat op 14 november in handen viel van Dumouriez. De Grote Raad week uit van Mechelen naar Roermond. De Fransen achtervolgden de Oostenrijkers langs Leuven, Tienen en Luik tot de Roer. Miranda nam op 28 november de citadel van Antwerpen na vier dagen beleg, en die van Namen capituleerde op 22 december voor Valence.

## Bezettingsmaatregelen
De Franse bezetters werden gelaten en hier en daar ook enthousiast verwelkomd. In wervende boodschappen richtte Dumouriez zich tot de bevolking. Een eerste proclamatie in oktober vanuit Valenciennes, werd na de overwinning gevolgd door een bevestigende verklaring op 8 november vanuit Bergen, waarin hij uitlegde dat het soevereine volk vrij was een eigen grondwet aan te nemen, zonder inmenging van de Fransen, zolang de volkssoevereiniteit werd gerespecteerd en geen despoten werden gediend. Zijn bedoeling was lokaal voorlopige vertegenwoordigers te laten verkiezen, daaruit provinciale vergaderingen af te vaardigen, en ten slotte een nationale constituante bijeen te roepen. Op 16 november pakte hij de grief van de gesloten Schelde aan door vrije scheepvaart af te kondigen en zich bereid te verklaren die met de wapens af te dwingen.
Nauwelijks een dag na de Slag bij Jemmapes werden in Vlaanderen, Henegouwen, het Doornikse en Namen verkiezingen gehouden om voorlopige vertegenwoordigers aan te duiden. Brussel, Leuven en andere steden volgden. Volksvergaderingen (assemblées primaires) werden meestal samengeroepen in hoofdkerken en stemden bij acclamatie, onder toezicht van Franse commissarissen. Niettemin draaide het vaak uit op een overwinning van de statisten, behalve in Brussel, Bergen en Charleroi, waar de vonckisten het haalden. Het plan van het Comité van Verenigde Nederlanders en Luikenaars om tot een voorlopige regering komen, ging de Fransen te ver. Brissot, die op 21 november nog sprak over een reeks republieken rond Frankrijk, riep enkele dagen later in de Conventie op om "onze barrières tot aan de Rijn te brengen". Bevrijding begon steeds meer te ruiken naar annexatie.
In het ingenomen gebied ging ondertussen de discipline in het leger verloren en werd er geroofd als in een veroverd land. De Conventie zond op 30 november de commissarissen Gossuin, Danton, Delacroix en Camus op inspectie. Dumouriez, die dacht in de richting van een federatieve Belgische republiek, kwam al vroeg in conflict met de uitgezonden commissarissen. Vooral Danton en Delacroix waren uitgesproken annexionisten. Voor de statisten ging het revolutionaire elan ondertussen veel te ver. Onder die voorwaarden wilden ze geen onafhankelijkheid en verkozen ze een terugkeer van de Oostenrijkers.
Op 4 december pleitte een Belgische delegatie op de Nationale Conventie voor onafhankelijkheid. Dumouriez besloot op 12 december dat er verkiezingen moesten komen voor een grondwetgevende Nationale Conventie van België en Luik, die in januari 1793 te Aalst zou bijeenkomen. De Nationale Conventie in Parijs vond dat hij te eigengereid tewerk ging en legde hem met decreten aan banden. Vooral het decreet van 15 december kwam in België hard aan: het beweerde weliswaar vrijheid en soevereiniteit te schenken aan de veroverde volkeren, maar was tegelijk vaag over het uitzicht op onafhankelijkheid. Het hief alle bestuurlijke instellingen op en beval het de inbeslagname van de publieke en kerkelijke goederen. Om goodwill te creëren bepaalde het besluit dat in alle veroverde gebieden onmiddellijk de afschaffing van alle feodale rechten, belastingen, karweien en privileges zou worden afgekondigd, maar dat bleek onvoldoende om brede populaire steun op te wekken.
Voluntaristisch gaf Dumouriez opdracht door te gaan met de verkiezingen op 10 januari 1793, maar van de Belgische Conventie kwam niets van in huis. Niet alleen waren de commissarissen argwanend, ook werd het kiezen van provinciale afgevaardigen geboycott door de statisten, vooral in Brabant. Op 29 december haalden de statisten in Brussel een massale verkiezingsoverwinning. Het resultaat werd ongeldig verklaard wegens intimidatie, maar hoe dan ook was het lot van de nationale conventie daarmee bezegeld.
Van eind januari tot begin maart, tijdens de campagne van Dumouriez in Nederland, voerden de commissarissen in samenwerking met de jacobijnse clubs en sansculottenbataljons een waar schrikbewind. Hoewel de clubs door hun radicaliteit snel leeg waren gelopen, was de kleine harde kern agressief aanwezig in de publieke ruimte om symboliek van de oude orde te verwijderen en te vervangen. Zo werd het standbeeld van Karel van Lorreinen op het Koningsplein neergehaald. Bij zijn terugkeer ontmoette Dumouriez grote verontwaardiging en opstandigheid in de publieke opinie. Hij legde de clubs aan banden, liet kerkschatten terugbezorgen en verrichtte verschillende arrestaties. In Brussel zette hij op 11 maart zelfs de commissaris Chepy vast, maar diens collega's lieten hem de volgende dag weer vrij.

## Aanhechting van Zuid-Nederlandse steden en provincies
In januari 1793 stuurde de Conventie met Merlin de Douai en Treilhard nog twee commissarissen naar België. Ze moesten helpen bij het toezicht op het leger, het handhaven van de orde en het uitvoeren van het decreet van 15 december 1792. Daartoe verdeelden ze het land in drie arrondissementen. In feite zagen ze de veroverde gebieden als een rijk wingewest dat gestroopt moest worden om de revolutie in het vaderland te bekostigen. Vooral het verwijderen van kerkzilver viel heel slecht bij de bevolking.
De voorlopige vertegenwoordigers van de vrije bevolking van de stad Leuven spraken op 12 januari de Conventie te vragen dat ze haar decreet van 15 december 1792 zou annuleren en zou afzien van de verovering. Het stadsbestuur werd kort daarna ontbonden door de commissarissen, die geen algemene verkiezingen wilden, maar selectief ingrepen waar ze weerstand bespeurden (Leuven, Brugge, Gent, Aalst, Ieper, Antwerpen).
Vanaf februari begon de annexatie concrete vormen aan te nemen. Ook dit werd weer gelegitimeerd door volksvergaderingen. Het soevereine Bergense volk was het eerste dat op 11 februari de aanhechting vroeg. De volgende volksvergadering werd op 25 februari gehouden in Brussel. Het resultaat werd verzekerd door diverse maatregelen: een versterkt garnizoen, de aanwezigheid van alle commissarissen, de eis dat kiezers de eed van vrijheid en gelijkheid moesten afleggen, het stemmen bij acclamatie... De annexatie bleek unaniem te worden gesteund door de Brusselaars, net als in Bergen, Gent en Namen. Zo vroeg stad na stad "uit vrije wil" de annexatie bij Frankrijk. In andere steden, zoals Luik, had de stemming wel enige geloofwaardigheid. Daar werd op 25 februari de aanhechting gevraagd op voorwaarde dat geen assignaten zouden worden ingevoerd. Alle verzoeken werden vervolgens voorgelegd aan de Conventie en haar Diplomatiek Comité.
De aanhechtingsdecreten volgden elkaar in maart 1793 op: Brussel (1 maart), Franchimont, Stavelot en Logne (2 maart), Gent (4 maart), Florennes en omgeving (4 maart), Henegouwen (5 maart), Doornik en het Doornikse (9 maart), Oostende (11 maart), Namen (11 maart), Ham-sur-Sambre, Charles-sur-Sambre, Fleurus en Wasseigne (16 maart), Aalter, Torhout, Blankenberge, Damme enz. (23 maart), Marquain, Chin, Tramegnies, enz. (25 maart). Op 12 mei werd het Land van Luik nog aangehecht op verzoek van Luikse vluchtelingen in Parijs, maar toen waren de Franse troepen al lang en breed verjaagd.

## Herovering door de Oostenrijkers
Op 31 januari 1793 had Frankrijk de oorlogsverklaring uitgebreid tot Groot-Brittannië en de Republiek der Zeven Verenigde Nederlanden. Dumouriez mocht zijn militaire bekwaamheid demonstreren met een inval in Nederland. Zijn troepen namen Breda op 25 februari en Geertruidenberg op 4 maart. Als gevolg van deze noordelijke actie waren de Belgische provincies kwetsbaar voor het keizerlijke leger onder de prins van Coburg. Hij trok Aken binnen, veroverde op 1 maart Maastricht op generaal Miranda en bezette op 5 maart de stad Luik. Op weg naar Brussel nam zijn voorhoede op 15 maart Tienen, maar de volgende dag liep ze op een tegenaanval en moest ze die stad weer prijsgeven. De beslissende Slag bij Neerwinden vond plaats op 18 maart en was een grote nederlaag voor het Franse leger, dat zich gedesorganiseerd terugtrok op Rijsel. Desertie was wijdverspreid.
De ontevreden generaal Dumouriez, die zich in het bijzonder vanwege het bezettingsbeleid en het gebrek aan materiële steun in de steek gelaten voelde door de Conventie, werd opgeroepen voor ondervraging en besloot te breken met de Franse Republiek. Hij nam de op hem afgestuurde commissarissen gevangen, kondigde aan dat hij op Parijs wilde marcheren om de grondwet van 1791 te herstellen, en sloot zich aan bij de Oostenrijkse troepen.
Na het vertrek van de Fransen volgde de Tweede Oostenrijkse Restauratie. Keizer Frans II toonde zich inschikkelijk ten aanzien van zijn herwonnen onderdanen, terwijl prinsbisschop Méan eerder koos voor repressie tegen de Luikenaars. De intocht van landvoogd Karel van Oostenrijk-Teschen en gevolmachtigd minister Metternich-Winnenburg op 26 maart 1793 in Brussel, was een feest.

## Voetnoten
1. ↑  Brecht Deseure, Onhoudbaar verleden. Geschiedenis als politiek instrument tijdens de Franse periode in België, 2014, p. 121.
2. ↑  Hervé Leuwers, "Un conventionnel en Belgique. La mission de Merlin de Douai dans la province de Liège et les Pays-Bas autrichiens (janvier-avril 1793)", in: Revue du Nord, 1989, p. 849.